# Xanthoparmelia ausiana
Xanthoparmelia ausiana är en lavart som beskrevs av Hale. Xanthoparmelia ausiana ingår i släktet Xanthoparmelia och familjen Parmeliaceae.   Inga underarter finns listade i Catalogue of Life.